# Waterstones
Waterstones (dawniej Waterstone’s) – brytyjskie przedsiębiorstwo zajmujące się sprzedażą detaliczną książek, założone w 1982 roku.

## Historia i charakterystyka

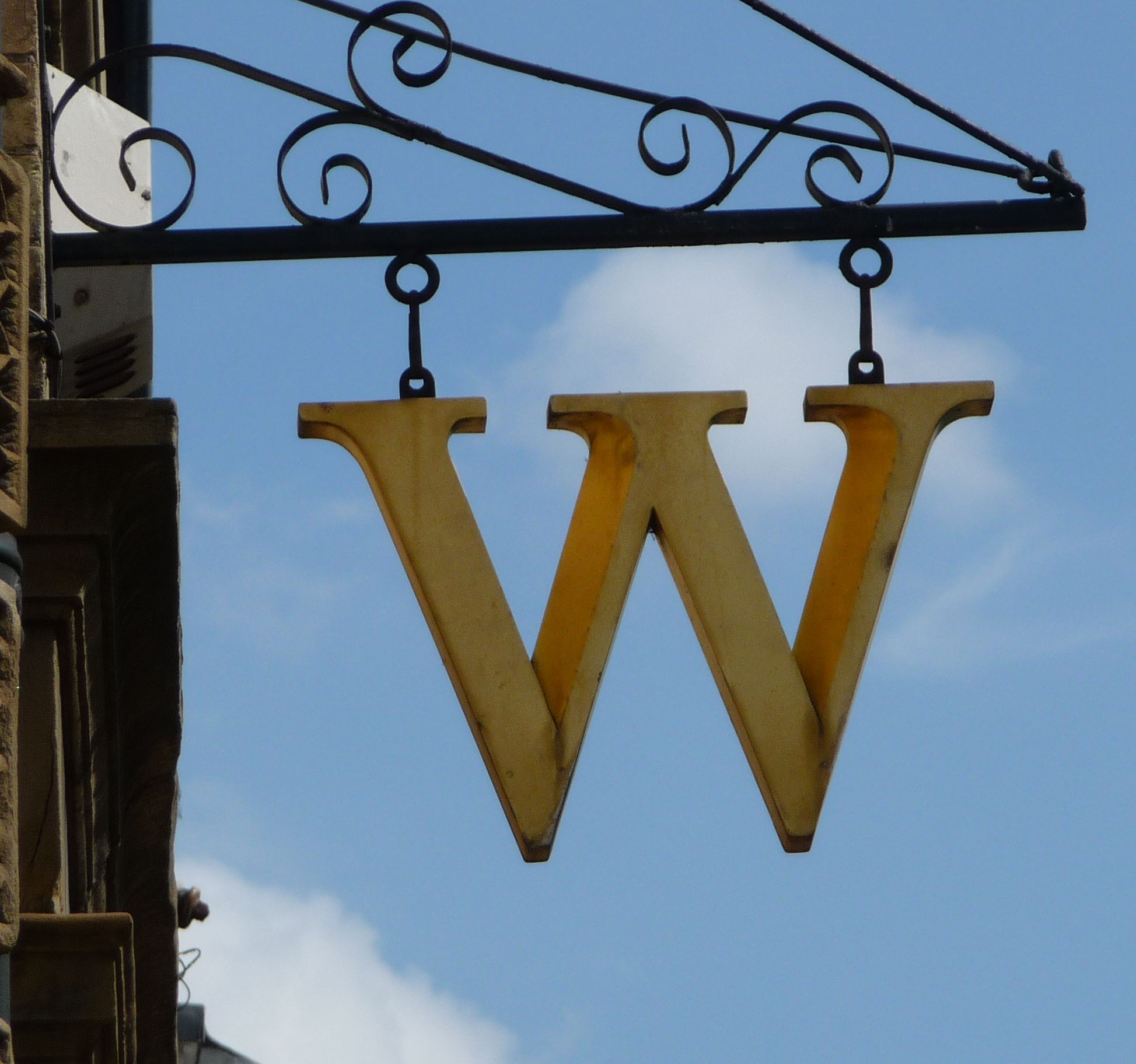
Szyld przed wejściem do jednej z księgarń

Firma została założona przez Tima Waterstone’a przy użyciu 6 tysięcy funtów, które otrzymał za zwolnienie od swojego pracodawcy, sieci WH Smith. Pierwszy sklep otworzył w 1982 roku w dzielnicy Kensington w zachodnim Londynie. Firma rosła i 10 lat po założeniu była największą siecią księgarni w Europie. W latach 1998–2011 Waterstones było w posiadaniu firmy HMV.
W 2012 Waterstones zaczęło otwierać własne kawiarnie o nazwie Café W w wybranych sklepach. Nawiązało też współpracę z Amazon.com i rozpoczęła sprzedaż czytników książek elektronicznych Amazon Kindle, tę współpracę zakończyła trzy lata później. W 2018 roku firma zakupiła sieć brytyjskich księgarni Foyles.
Waterstones posiada ponad 280 księgarni zlokalizowanych przy głównych ulicach miast, w centrach handlowych oraz w sąsiedztwie uniwersytetów w Wielkiej Brytanii i Irlandii. Dodatkowo posiada księgarnie w Brukseli i Amsterdamie oraz prowadzi sprzedaż internetową. Siedziba Waterstones mieści się w Brentford na północnych przedmieściach Londynu, natomiast główny sklep znajduje się przy ulicy Piccadilly w centrum miasta i jest to największa księgarnia w Europie.